# Dynastieke titel
Een dynastieke titel is een titel die voorbehouden is aan familieleden, de dynastie, van een regerende vorst. Dit gebruik is typerend voor de Europese souvereine geslachten.
Deze titels die vaak, maar niet altijd, naar een landsdeel verwijzen worden door het hoofd van de familie aan een erfgenaam toegekend. In Nederland is er maar één dynastieke titel, die van Prins van Oranje. In België waren er meerdere dynastieke titels.
In België, Zweden, Spanje verleent of verleende het hoofd van de familie deze titels naar eigen voorkeur. De creatie van de titel gebeurt normaal bij de geboorte of een huwelijk. Estelle van Zweden werd door haar grootvader hertogin van Östergötland getiteld, terwijl prins William van Wales van zijn grootmoeder de titel hertog van Cambridge kreeg.